# San Lorenzo de Moxos
San Lorenzo de Moxos ist eine Ortschaft des Departamento Beni im Amazonas-Tiefland des südamerikanischen Binnenstaates Bolivien.

## Lage im Nahraum
San Lorenzo de Moxos liegt im Municipio San Ignacio de Moxos in der Provinz Moxos auf einer Höhe von 175 m, in etwa einhundert Kilometer Luftlinie südwestlich der Departamento-Hauptstadt Trinidad. Zwei Kilometer westlich der Ortschaft fließt der Río Ichinguita in nordöstlicher Richtung, der flussabwärts über den Río Tijamuchi zum Río Mamoré hin fließt.

## Geographie
San Lorenzo hat ganzjährig ein tropisch heißes und feuchtes Klima (siehe Klimadiagramm Trinidad). Die Jahresdurchschnittstemperatur beträgt 26,2 °C, wobei sich die monatlichen Durchschnittstemperaturen zwischen Juni/Juli mit gut 23 °C und Oktober/Dezember von knapp 28 °C nur wenig unterscheiden. Der Jahresniederschlag beträgt fast 2000 mm und liegt somit mehr als doppelt so hoch wie die Niederschläge in Mitteleuropa. Höchstwerten von etwa 300 mm in den Monaten Dezember bis Februar stehen Niedrigwerte von etwa 50 mm im Juli/August gegenüber.

## Bevölkerung
Die Einwohnerzahl der Ortschaft hat sich im Jahrzehnt zwischen den beiden letzten Volkszählungen kaum verändert:
| Jahr | Einwohner         | Quelle       |
| ---- | ----------------- | ------------ |
| 1992 | keine Detaildaten | Volkszählung |
| 2001 | 1137              | Volkszählung |
| 2012 | 1084              | Volkszählung |
| 2024 |                   | Volkszählung |

## Verkehrsnetz
San Lorenzo de Moxos liegt abseits der Nationalstraßen Boliviens 151 Straßenkilometer von Trinidad entfernt in den Feuchtgebieten des Río Mamoré. Von Trinidad führt die Ruta 3 nach Westen in Richtung La Paz. Direkt nach der Querung des Río Mamoré zweigt eine unbefestigte Straße nach Süden ab, die über die Ortschaft San Francisco nach 131 km San Lorenzo de Moxos erreicht. Außerdem existiert am Nordostrand der Siedlung eine Landepiste, die von Kleinflugzeugen angeflogen werden kann.